# Estresse habitacional
O estresse habitacional descreve uma situação em que o custo da habitação (seja como aluguel ou hipoteca) é elevado em relação ao rendimento familiar. Também pode ser usado para descrever moradias inadequadas para uma proporção da população.
Como regra geral, uma família que gaste 30% ou mais do seu rendimento pode ser considerada sob estresse habitacional, e sob estresse habitacional “extremo” se os gastos excederem 50%. Outros estudos poderão aplicar um limiar diferente ou restringir a sua definição a agregados familiares com rendimentos abaixo da média. O Serviço de Pesquisa Econômica do Departamento de Agricultura dos Estados Unidos classifica os condados como sob estresse habitacional se 30% ou mais de suas unidades habitacionais atenderem a um ou mais dos seguintes critérios: falta de encanamento completo, falta de cozinha completa, pagamento de 30% ou mais para custos de proprietário ou aluguel, ou tem mais de uma pessoa por quarto.